# 沖縄県立浦添商業高等学校
沖縄県立浦添商業高等学校（おきなわけんりつ うらそえしょうぎょうこうとうがっこう）は、沖縄県浦添市伊祖三丁目にある県立商業高等学校。通称は「浦商」。
開校時は琉球政府立であったが、約1週間後に本土復帰となったことにより沖縄県立となった。そのため、開校1週間後に校名が変更されたことになる。

## 沿革
- 1971年12月24日 - 琉球政府立浦添商業高等学校を設置する関係規則及び設置要項が交付される（創立記念日）。
- 1972年
  - 5月9日 - 開校式。第1回入学式。
  - 5月15日 - 沖縄本土復帰により沖縄県立浦添商業高等学校へ校名変更。
- 1988年4月7日 - 国際観光科設置。
- 1993年
  - 4月7日 - 情報処理科設置。
  - 8月 - 第75回全国高等学校野球選手権大会出場。一回戦敗退。
- 1997年
  - 3月 - 第69回選抜高等学校野球大会出場。
  - 8月 - 第79回全国高等学校野球選手権大会出場。ベスト4進出。
- 2008年8月 - 第90回全国高等学校野球選手権記念大会出場。ベスト4進出。
- 2012年8月 - 第94回全国高等学校野球選手権大会出場。3回戦進出。

## 設置学科
- 総合ビジネス科（160人：4クラス）
  - ビジネスマナーとコミュニケーション能力の育成を図り、ビジネスに必要な心がまえや理念を身につけ、地域社会の経済発展に寄与する能力と態度を育てる。
- 情報処理科（40人：1クラス）
  - プログラムやホームページ等の作成を行う。センター実習・企業見学・情報講座を実施し、よりコンピュータの実践的な体験をし、将来の進路に役立てる。
- 国際観光科（80人：2クラス）
  - 観光一般、観光実践、観光法規、国際理解等、観光産業に関する基礎的・基本的な知識や技術を習得させ、国内外の観光産業の意義や役割を理解させるとともに、観光産業の発展に寄与する能力と態度を育成する。

## 部活動
- 野球部は県内の強豪の一角であり、これまで全国高等学校野球選手権大会（夏の甲子園）でベスト4を二度経験している。2008年はその年の選抜覇者である沖縄尚学の東浜巨を打ち崩して優勝したため全国の注目を浴び、選手権大会の優勝候補として注目された。

また、2012年の選手権大会では、一回戦で優勝候補の愛工大名電に快勝、ベスト8をかけた3回戦で現楽天の松井擁する桐光学園に惜敗、悲願の決勝進出は見送られたが、今大会では、甲子園での同校初のHRを含めチーム内で3本のHRを放った。
- 2016年7月9日に行われた夏の甲子園沖縄大会の3回戦では、7回を1点リードで終えた小禄高に対し、8回表に2点を返して逆転したものの、その裏に雨が強まったため試合は中断。降雨よるコールドゲームとなり、7回終了時点の7-8が適用されて敗れた[1]。

## アクセス
この項の出典 : 
バス
| 運行事業者            | 路線・系統                   | 下車停留所                           |
| --------------------- | ---------------------------- | ------------------------------------ |
| 琉球バス交通          | 99番                         | 浦添総合病院西口、徒歩5分            |
| 琉球バス交通          | 55番/56番                    | 浦城小学校入口、徒歩10分             |
| 琉球バス交通          | 21番/88番/ 90番/98番/112番   | '浅野浦バス停（国道330号）、徒歩10分 |
| 琉球バス交通          | 23番/223番/63番/263番/ 110番 | 港川バス停（国道58号）、徒歩10分     |
| 琉球バス交通 沖縄バス | 20番/28番/29番/228番/120番   | 港川バス停（国道58号）、徒歩10分     |
| 沖縄バス              | 27番/227番/32番/ 77番        | 港川バス停（国道58号）、徒歩10分     |
| 東陽バス              | 31番                         | 港川バス停（国道58号）、徒歩10分     |
| 東陽バス              | 191番                        | 浦城小学校入口、徒歩10分             |

## 著名な出身者
- 有銘兼久（元プロ野球選手。東北楽天）
- 佐村・トラヴィス・幹久 （元プロ野球選手。DeNA→阪神）
- 野原良平（元プロ野球選手。BCリーグ新潟）
- 多和田えみ（歌手）
- 蔵下穂波（女優)
- あゆむ（タレント）

## 浦商サンバ
主に高校野球の応援で使用されている応援曲。
原曲は埼玉県の浦和学院高等学校の「浦学サンバ3」であり、これを興南中学校・高等学校が譲り受けて「興南サンバ」として使用。
これをベースにして他の沖縄県内の多くの高校がアレンジを加えて演奏している。そのうちの一つである。